# Sophie Prag
Sophie Prag (* 11. Juni 1895 in Ankum; † 29. April 1955 in Miraflores, Peru) war eine deutsche Kinderärztin. Nach der Machtübernahme der Nationalsozialisten wurde ihr als Jüdin die Berufsausübung stark eingeschränkt, daher emigrierte sie noch 1933 nach Peru. Sophie Prag gilt als die erste Abiturientin des jeverschen Mariengymnasiums sowie als Jevers erste Akademikerin. 

## Leben

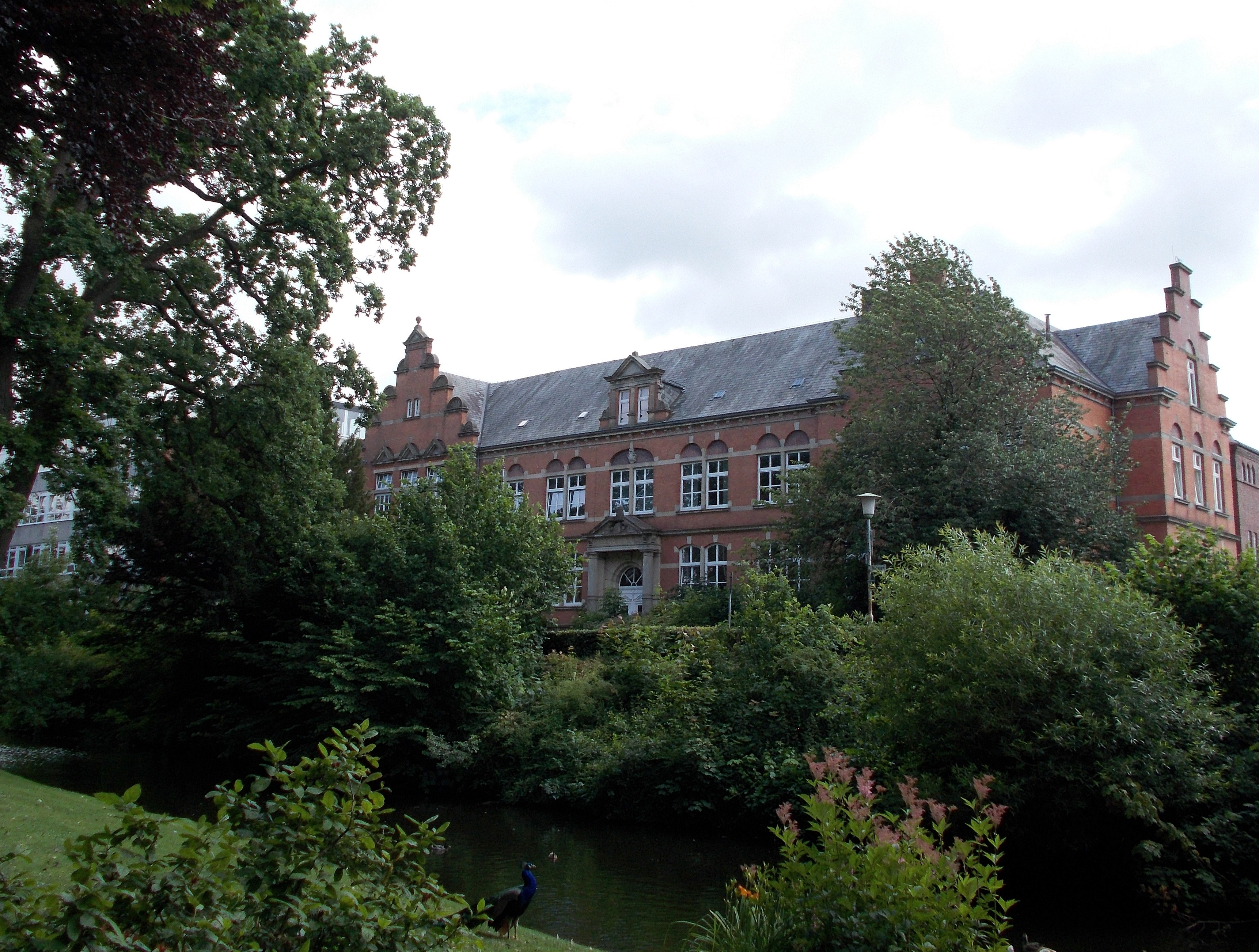
Mariengymnasium Jever

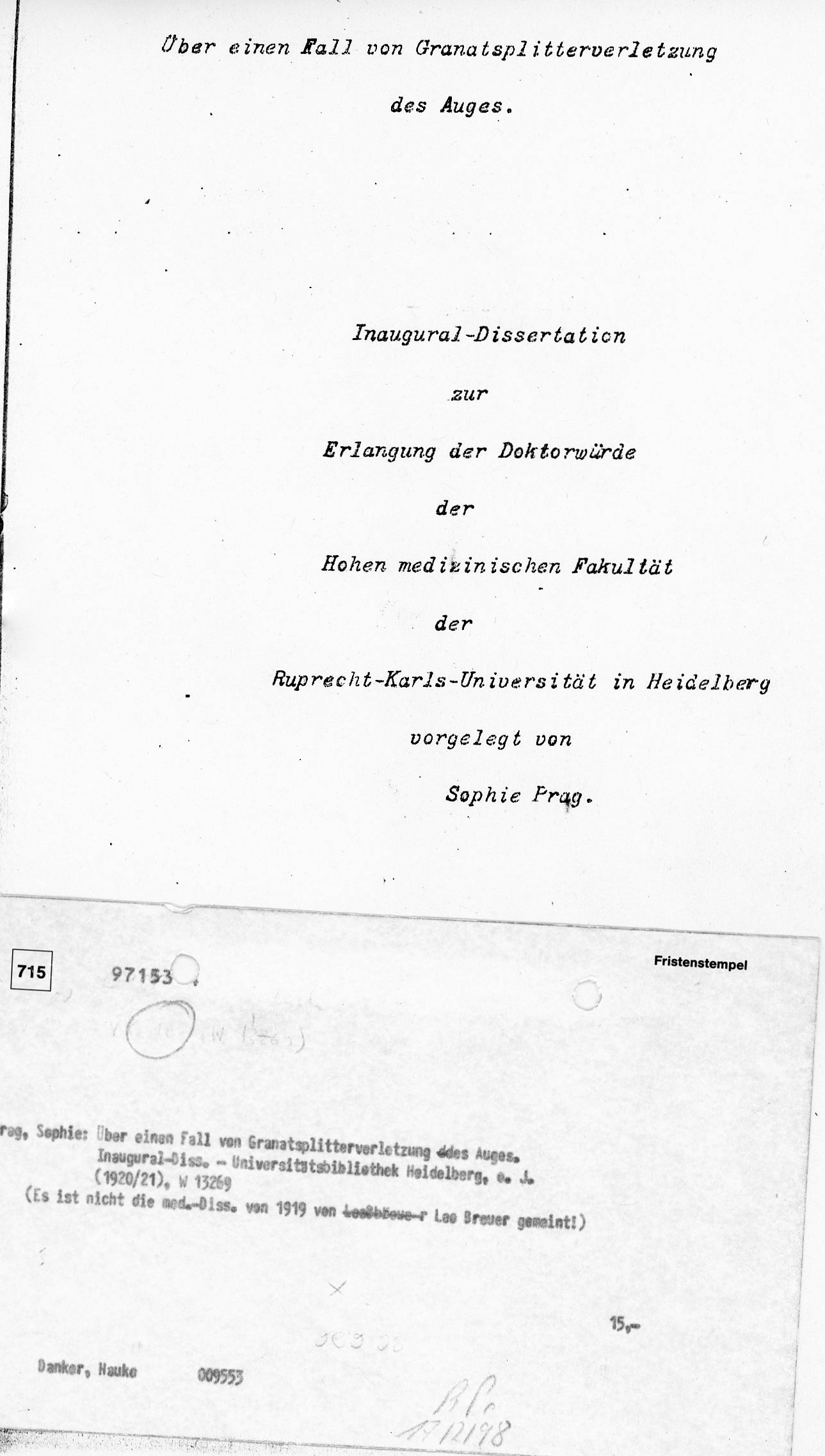
Titelseite der Doktorarbeit (Heidelberg 1920)

Sophie Prag war die Tochter des Ankumer Stoffhändlers Viktor Prag und seiner aus Hage stammenden Ehefrau Emilie Miriam, geborene Weinberg. Zur Familie gehörten zwei weitere Kinder: Paul, der später ebenfalls nach Peru emigrierte und in Lima starb, sowie Jenny Ita, die am 1. Dezember 1918 den Neuschanzer Adolf Abraham Baruch ehelichte und ihren Wohnsitz in Delmenhorst nahm. Die Familie Prag zog 1903 von Ankum nach Jever, wo sie das in der Neuen Straße gelegene Warenhaus J. M. Valk & Söhne Nachfolger übernahm.
In Jever besuchte Sophie Prag zunächst die Volksschule und anschließend das Lyzeum. Die dort erbrachten Leistungen sowie die Fürsprache des großherzoglich-oldenburgische Landesrabbiners David Mannheimer bewegten die Eltern, ihrer Tochter eine höhere Schulbildung zu ermöglichen. Nach privaten Vorbereitungen trat Sophie Prag in die Obersekunda des jeverschen Mariengymnasiums ein und wurde dessen erste Schülerin. Sie nahm – abgesehen von den Fächern Leibesübungen und Religion – am regulären Unterricht teil. Zu Ostern 1915 erwarb sie – befreit von der mündlichen Prüfung – das Zeugnis der allgemeinen Hochschulreife. Damit war sie auch die erste Abiturientin an der seit dem 16. Jahrhundert bestehenden Schule.
Zum Sommersemester 1915 immatrikulierte sich Sophie Prag an der Medizinischen Fakultät der Johann Wolfgang Goethe-Universität Frankfurt am Main. Dort legte sie im Herbst 1917 auch die Ärztliche Vorprüfung ab. Die ersten beiden klinischen Semester absolvierte sie an der Ludwig-Maximilians-Universität in München. Von dort führte sie ihr Weg an die Ruprecht-Karls-Universität in Heidelberg, wo sie nach drei weiteren Semestern im Sommer 1920 die Ärztliche Staatsprüfung ablegte. Daran anschließend promovierte sie 1920 bei August Wagenmann in Heidelberg Über einen Fall von Granatsplitterverletzung des Auges. Damit gilt sie als erste Akademikerin Jevers.
Prag arbeitete unter Arnold Orgler an dem 1923 gegründeten Städtischen Säuglings- und Mütterheim in Berlin-Neukölln. Dort veröffentlichte sie 1924 den Zeitschriftenartikel Über Linksverschiebung des Blutbildes bei Brustkindern. Nach Assistenzjahren in Stettin ließ sie sich 1927 in Osnabrück als Kinderärztin nieder. Dort war sie neben der Kinder- und Frauenärztin Frieda Löwenstein eine von zwei ansässigen jüdischen Ärztinnen. Trotz der überdurchschnittlich guten Schulausbildung der jüdischen Mädchen waren die beiden damit Ausnahmeerscheinungen.
Mit der Machtübernahme der Nationalsozialisten wurde die Berufsausübung der jüdischen Ärztin stark eingeschränkt und ihre Kassenzulassung entzogen. In der Konsequenz dieser einem Berufsverbot gleichkommenden Entwicklung emigrierte Sophie Prag nach Peru. Laut den Bremer Passagierlisten bestieg sie am 16. November 1933 das Frachtschiff Roland, das sie nach Callao brachte. Ihren Wohnsitz nahm sie in der peruanischen Hauptstadt. An „ihre mit Engagement begonnene berufliche Karriere“ konnte sie allerdings in der Fremde nicht anknüpfen. Sie verdiente ihren Lebensunterhalt mit Hausbesuchen bei deutsch-jüdischen Emigranten und Schweizer Familien.
Sophie Prag starb 1954 im Alter von 59 Jahren in Miraflores, einem Stadtbezirk von Lima. Ihr Grab befindet sich auf dem dortigen jüdischen Friedhof.

## Ehrungen
- Das Unterstufengebäude des Mariengymnasiums wurde am 5. April 2011 nach Sophie Prag benannt.[19]
- Die Stadt Jever hat am 1. November 2018 eine Straße nach Sophie Prag benannt.[20]

## Schriften (Auswahl)
- Über einen Fall von Granatsplitterverletzung des Auges. [1920] (unveröffentlichte Dissertation, Universität Heidelberg, 1920).[10]
- Über Linksverschiebung des Blutbildes bei Brustkindern. In: Monatsschrift für Kinderheilkunde. Bd. 29, 1924, S. 31–34.